# Aparima (fleuve)
Pour les articles homonymes, voir Aparima (homonymie).
Le fleuve Aparima (anglais : Aparima River), autrefois connue sous le nom anglais Jacob's River, est l’un des cours d'eau en forme de cours d'eau en tresses s’écoulant le plus au sud du district de Southland, dans la région du Southland sur l'Île du Sud en Nouvelle-Zélande.

## Géographie
Le fleuve Aparima prend sa source dans les « Monts Takitimu », au sud du Lac Te Anau, et coule vers le sud sur une distance de 100 km, avant d’entrer dans le Détroit de Foveaux, près de la ville de Riverton à l’extrémité nord de la plage d’Oreti.

## Aménagements et écologie

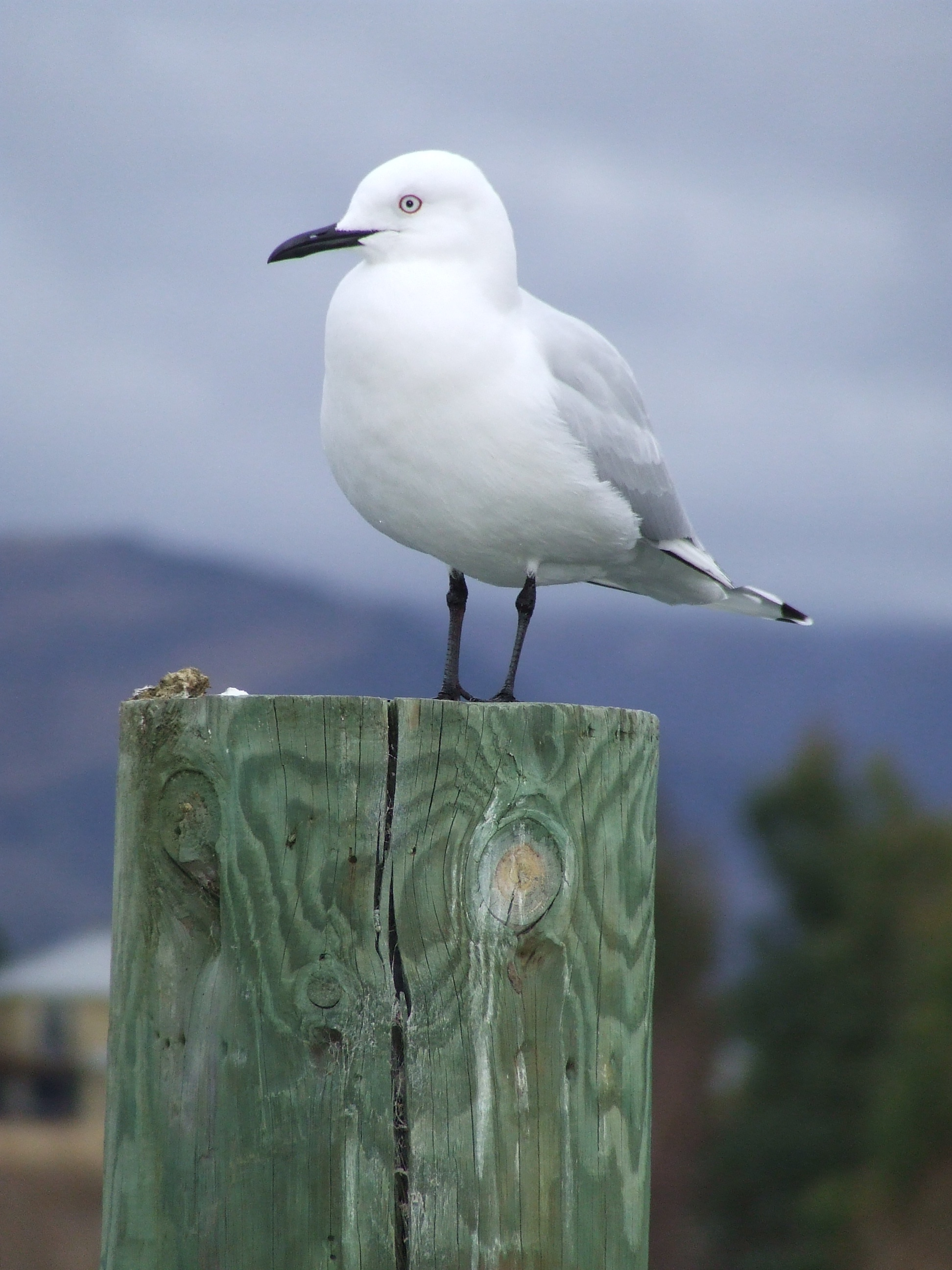
Mouette de Buller : espèce en danger.

C’est l’un des cours d'eau responsables de la plus large plaine alluviale du Southland. Elle fut identifiée comme une zone importante pour la conservation des oiseaux par la BirdLife International à cause de son importance pour la nidification des colonies de mouette de Buller (anglais : black-billed gull), qui est une espèce en danger.

## Étymologie
Un Maori vivait à l’embouchure de la rivière, qui était appelé Jacob par les chasseurs de baleine locaux et la rivière prit donc le nom de Jacob (Jacob's River), qui fut à la fois le nom utilisé pour la rivière et pour le village établi là.